# Heinrich Giskes
Heinrich Giskes am Bochumer Schauspielhaus, 1972

Link zum Bild

Heinrich Giskes (* 3. April 1946 in Krefeld) ist ein deutscher Schauspieler und Regisseur.

## Leben und Wirken
Nach seiner Ausbildung an der Max-Reinhardt-Schule für Schauspiel (1965 bis 1968) in Berlin und dem Bühnenstudio Zürich machte sich Giskes als Film- und Theaterschauspieler einen Namen. Bühnenengagements hatte er an den Münchner Kammerspielen, am Schauspielhaus Bochum, am Deutschen Schauspielhaus Hamburg, am Schauspiel Frankfurt, am Hamburger Thalia Theater und am Theater in der Josefstadt (Wien).
Giskes unterrichtet an der Hochschule für Musik und Darstellende Kunst Frankfurt am Main Schauspiel und Rollenstudium. Außerdem war er Mitbegründer der Schaubühne am Lehniner Platz in Berlin. Er tritt in deutschen Fernsehserien auf, wie etwa dem Tatort, in dem er seit 1983 in unregelmäßigen Abständen mitspielt. Seinen bisher letzten Auftritt in dieser Reihe hatte er 2021.
Im Jahr 2008 erschien seine erste autobiografische Publikation Onroh. Trizonesische Nächte.
Heinrich Giskes lebt in Frankfurt/Main.

## Filmografie (Auswahl)
- 1969: Ich bin ein Elefant, Madame
- 1973: Die Zärtlichkeit der Wölfe
- 1975: Unter dem Pflaster ist der Strand
- 1977: Auf dem Chimborazo
- 1977: Wie würden Sie entscheiden? (Fernsehserie, Folge Fluchthilfe)
- 1977: Heinrich
- 1980: Die Reinheit des Herzens
- 1982: Liebeskonzil
- 1983: Tage im Hotel
- 1983: Tatort: Blütenträume (Fernsehreihe)
- 1987–1997: SOKO München (Fernsehserie, verschiedene Rollen, 4 Folgen)
- 1990: Mit Leib und Seele (Fernsehserie, Folge Die verzweifelte Tat)
- 1990–2008: Ein Fall für zwei (Fernsehserie, verschiedene Rollen, 7 Folgen)
- 1991: Superstau
- 1993: Wir können auch anders …
- 1993: Stadtklinik (Fernsehserie, Folge Salto Mortale)
- 1994, 2001: Die Kommissarin (Fernsehserie, verschiedene Rollen, 2 Folgen)
- 1994–2001: Die Wache (Fernsehserie, verschiedene Rollen, 3 Folgen)
- 1996: Willi und die Windzors
- 1997: Sperling – Sperling und der gefallene Engel (Fernsehreihe)
- 1997: Die Musterknaben
- 1997: Die Feuerengel (Fernsehserie, Folge Die Neue)
- 1997–2002: Balko (Fernsehserie, verschiedene Rollen, 3 Folgen)
- 1998: Das Amt (Fernsehserie, Folge Hagen soft)
- 1998: Die Cleveren (Fernsehserie, Folge Du stirbst, wie ich es will!)
- 1998: Hallo, Onkel Doc! (Fernsehserie, 3 Folgen)
- 1998: Wolffs Revier (Fernsehserie, Folge Brubeck)
- 1998: Im Namen des Gesetzes (Fernsehserie, Folge Graffiti)
- 1998: Die Neue – Eine Frau mit Kaliber (Fernsehserie, Folge Ein tiefer Fall)
- 1998: Einsatz Hamburg Süd (Fernsehserie, Folge Der Bunker)
- 1998: Tatort: Manila
- 1998: Tatort: Am Ende der Welt
- 1998: Polizeiruf 110: Kleiner Engel (Fernsehreihe)
- 1999: Der Fahnder (Fernsehserie, Folge Verdammt lang her)
- 1999: Die Bademeister – Weiber, saufen, Leben retten
- 1999: Bang Boom Bang
- 1999: Biikenbrennen – Der Fluch des Meeres
- 1999: Klemperer – Ein Leben in Deutschland (Fernsehserie, Folge Verdunkelung)
- 1999: Südsee, eigene Insel
- 2000: Das Phantom
- 2000: Die Motorrad-Cops – Hart am Limit (Fernsehserie, Folge Verräter in Uniform)
- 2000: Kanak Attack
- 2000: Alarm für Cobra 11 – Die Autobahnpolizei (Fernsehserie, Folge Janina)
- 2001: SK Kölsch (Fernsehserie, Folge Vätersorgen)
- 2001: So weit die Füße tragen
- 2001: Tatort: Unschuldig
- 2002: Die Frau, die an Dr. Fabian zweifelte
- 2002: Was nicht passt, wird passend gemacht
- 2002: Das Jesus Video
- 2002: Wilsberg und der Tote im Beichtstuhl (Fernsehreihe)
- 2003: Edel & Starck (Fernsehserie, Folge Alleinsein ist schön)
- 2003: Unser Charly (Fernsehserie, Folge Schmetterlinge im Bauch)
- 2003: Was nicht passt, wird passend gemacht (Fernsehserie, Folge Oppa soll ins Heim)
- 2003: Hallo Robbie! (Fernsehserie, Folge Giftalarm)
- 2003: SommerHundeSöhne
- 2003: Claras Schatz
- 2003: ABC des Lebens
- 2004: Die Nacht der lebenden Loser
- 2004: Tatort: Janus
- 2004–2014: SOKO Köln (Fernsehserie, verschiedene Rollen, 3 Folgen)
- 2005: Tatort: Leerstand
- 2006: Großstadtrevier (Fernsehserie, Folge Wahre Liebe)
- 2006: SOKO Wismar (Fernsehserie, Folge Vietjes letzte Reise)
- 2006: SOKO Kitzbühel (Fernsehserie, Folge Tod einer Hexe)
- 2006: Polizeiruf 110: Die Mutter von Monte Carlo
- 2007: Lutter – Essen is’ fertig (Fernsehreihe)
- 2008: Die Brücke
- 2009: Pfarrer Braun: Glück auf! Der Mörder kommt!
- 2010: Tatort: Tod auf dem Rhein
- 2011: Tatort: Das erste Opfer
- 2011: Schimanski: Schuld und Sühne
- 2011: Danni Lowinski (Fernsehserie, Folge Tabu)
- 2011: Rindvieh à la Carte
- 2011: Die Schäferin
- 2012: Wilsberg – Aus Mangel an Beweisen
- 2012: Agent Ranjid rettet die Welt
- 2013: Sommer in Rom
- 2014: Kommissar Dupin: Bretonische Verhältnisse (Fernsehreihe)
- 2015: Tiefe Wunden – Ein Taunuskrimi (Fernsehreihe)
- 2015: Heldt (Fernsehserie, Folge Alles hat ein Ende …)
- 2016: Die Welt der Wunderlichs
- 2018: Kommissar Dupin – Bretonisches Leuchten
- 2019: Fluss des Lebens – Kwai: Familienbande
- 2019: Notruf Hafenkante (Fernsehserie, Folge Kiezlösung)
- 2021: Tatort: Murot und das Prinzip Hoffnung
- 2022: Tatort: Finsternis
- 2023: Mit Herz und Holly: Diagnose Neustart
- 2024: Mit Herz und Holly: Kleine Wunder

## Hörspiele
- 1980: Lutz Rathenow: Der Boden 411 (Herr Gerrich) – Regie: Hartmut Kirste (Hörspiel – BR)
- 1993: Tankred Dorst: Merlin oder das wüste Land (Sir Girflet) – Regie: Walter Adler (Hörspiel – MDR)
- 1994: Ray Bradbury: Fahrenheit 451 – Regie: Holger Rink (Science-Fiction Kriminalhörspiel – MDR)
- 2002: Dick Francis: Zügellos. Hörspielbearbeitung nach dem Roman Zügellos: Alexander Schnitzler. Regie: Klaus Zippel, (MDR/SWR), Musik: Pierre Oser, 1 CD, Länge: ca. 71 Min. Der Audio Verlag, Berlin 2003, ISBN 3-89813-266-8.
- 2002: Samuel Shem: House of God (Fishberg) – Regie: Norbert Schaeffer (Hörspiel – MDR)
- 2004: Ulrich Wildgruber: Der Lachszug der Wörter – Regie: Sabine Worthmann (Hörspiel – HR)
- 2004: Agnieszka Lessmann: Cobains Asche; Regie: Walter Adler (SWR)
- 2005: Lloyd Alexander: Taran und das Zauberschwert (Coll) – Regie: Robert Schoen (Kinderhörspiel – SWR)
- 2015: Reinhold Batberger: Die Bibel der Hölle. Eine Vision des Dichters, Malers und Kupferstechers William Blake – Regie: Andrea Getto (Hörspiel – HR)
- 2017: Yann Martel: Ein Hemd des 20. Jahrhunderts – Regie: Jan Buck (Hörspiel – HR)

## Hörfunk-Features / -Dokumentationen
- 2002: Die Erde dreht sich links herum! – Science-Fiction in der DDR – Autor: Thomas Gaevert – SWR2 Dschungel, 30 Min.
- 2007: Der Film ist nihilistisch, Fräulein Schmetterling – Geschichte eines Verbots – Autor: Thomas Gaevert – Doku, SWR2 Dschungel, 30 Min.
- 2007: Ich wollte kein Verräter sein – Der Fall Paul Merker und die SED – Autor: Thomas Gaevert – SWR2, 49 Min.

## Publikationen
- Onroh. Trizonesische Nächte. Edition Litera, Frankfurt am Main 2008, ISBN 978-3-8301-1199-3.

## Auszeichnungen
- 1975 Bundesfilmband in Gold für Unter dem Pflaster ist der Strand